# Base 211

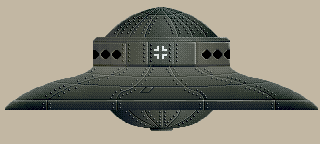
Ipotetica V7 o Ufo nazista

Base 211 nota anche come Nuova Berlino (Neues Berlin in tedesco) è il nome in codice della principale base di un’ipotetica e indimostrata installazione militare nazista, situata nel sottosuolo della NeuSchwabenland (Nuova Svevia, in Antartide), ma non esistono prove che supportino, in questa teoria pseudostorica, la reale esistenza dell'installazione.

## Sviluppo della teoria
In base a dichiarazioni di autorità naziste, che ipotizzavano luoghi di rifugio sicuri per le loro forze militari nel corso della guerra, si presumeva che la costruzione di città sotterranee e della Base 211 fosse iniziata negli anni quaranta, anche per il fatto che sembra siano stati inviati molti U-Boot tedeschi nella zona antartica. Secondo teorie cospirative indimostrate e prive di alcun riscontro storico, lo scopo dell'Operazione Highjump (una missione esplorativa e scientifica delle forze armate statunitensi in Antartide) sarebbe stato anche legato alla presunta ricerca delle ipotetiche ultime basi naziste in Antartide. 

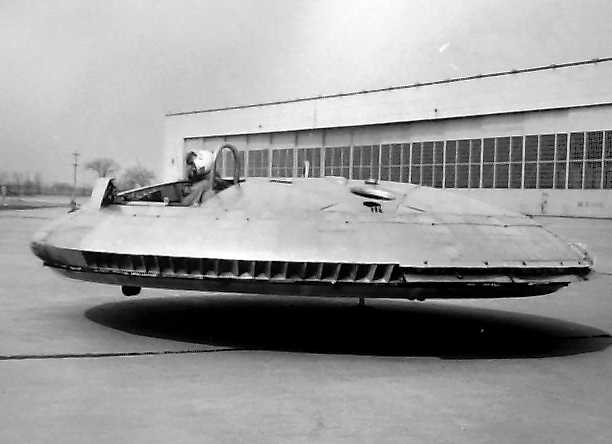
Il test di volo dell'Avro Canada VZ-9-AV Avrocar, velivolo realizzato dagli Stati Uniti nel dopoguerra.

Altre teorie pseudostoriche correlano questa base agli UFO, alla morte di Hitler e alla costruzione del Quarto Reich. Ad alimentare ulteriormente la leggenda, si è aggiunto un altro fatto: pare che dopo la resa del Reich, Karl Dönitz avesse ordinato, via radio, a tutti gli U-Boot ancora in circolazione di cessare la propria attività e quindi di arrendersi. Il 10 luglio 1945 (circa 2 mesi dopo l'ordine di resa dato da Dönitz) un U-Boot Tipo IX, numero 530, approdò in Argentina.
La cosa che più lasciò perplessi era che il sottomarino a bordo fosse privo di documenti di navigazione e addirittura di armamento, con inoltre poco carburante e l'equipaggio solo presente. Il 530 era comandato da Otto Wermuth, e con esso era salpato il 3 marzo 1945 da Horten in Norvegia. Il sottomarino eseguì quindi una navigazione di ben 130 giorni, di cui la metà trascorsi in mare senza la minima possibilità di rifornimento. Al suo arrivo in Argentina, l'equipaggio fu trattenuto in un campo di prigionia ed interrogato, riguardo al cosa fosse accaduto durante gli ultimi mesi di navigazione, ottenendo risultati dubbi e contrastanti.
L'apparente occultamento delle prove (eliminazione di documenti ed armamento) a bordo del 530 diede vita dunque a diverse ipotesi che avrebbero voluto fornire una risposta alla domanda: tra queste quella secondo la quale il 530, negli ultimi 2 mesi, avesse fatto rotta verso Antartide, più precisamente verso la segretissima Base 211, con lo scopo di trasportarvi scienziati, armamento e progetti segretissimi, e come ultimo obiettivo quello di fare ritorno in Argentina e di arrendersi. 
Il destino finale dell'U-Boot 530 fu quello di essere usato (e infine affondato) come bersaglio dalla marina statunitense il 27 novembre 1947.
Nel 2011 questa leggenda ebbe nuova fama grazie ad una foto satellitare scattata da Google Maps, in cui appariva il presunto hangar di ingresso della Base 211. Nonostante si trattasse probabilmente solo del soffitto crollato di una grotta sotterranea, la notizia si diffuse molto via internet e oggi è ancora visibile alle coordinate 66°36'12.34''S 99°43'11.21''E.